# Indocypha silvergliedi
Indocypha silvergliedi là loài chuồn chuồn trong họ Chlorocyphidae. Loài này được Asahina mô tả khoa học đầu tiên năm 1988.